# Norte de Santander
Norte de Santander je departement v severovýchodní části Kolumbie. Sousedí s departementy Boyacá, Santander, Cesar a venezuelskými státy Zulia a Táchira. Sestává ze 40 obcí. Správním centrem je město Cúcuta - šesté největší město v Kolumbii. 
Západ departementu se rozkládá v údolí řeky Magdalena, centrální část zaujímá pohoří Východní Kordillera, západ pak nížiny okolo řek Zulia a Catatumbo.